# اسکاتی بارنز
اسکاتی بارنز (انگلیسی: Scottie Barnes؛ زادهٔ ۱ اوت ۲۰۰۱) بازیکن بسکتبال اهل ایالات متحده آمریکا است.
وی در مسابقات کشوری و بین‌المللی در مجموع برندهٔ ۳ مدال طلا شده‌است.